# Gnezdílovka
Gnezdílovka - Гнездиловка (rus) - és un poble de l'óblast de Bélgorod, a Rússia. El 2010 tenia 77 habitants. Pertany al districte (raion) de Prókhorovka.